# ساموئل کونارد
ساموئل کونارد (انگلیسی: Samuel Cunard؛ ۲۱ نوامبر ۱۷۸۷ – ۲۸ آوریل ۱۸۶۵) یک کارآفرین زاده هلیفکس کانادا بود.